# Парлир (Калифорнија)
Парлир (енгл. Parlier) град је у америчкој савезној држави Калифорнија. По попису становништва из 2010. у њему је живело 14.494 становника.

## Демографија
Према попису становништва из 2010. у граду је живело 14.494 становника, што је 3.349 (30,0%) становника више него 2000. године.
| Група             | 2000.          | 2010.          |
| Белци             | 190 (1,7%)     | 242 (1,7%)     |
| Афроамериканци    | 65 (0,6%)      | 85 (0,6%)      |
| Азијати           | 91 (0,8%)      | 77 (0,5%)      |
| Хиспаноамериканци | 10.807 (97,0%) | 14.137 (97,5%) |
| Укупно            | 11.145         | 14.494         |